# Tağaser
Tağaser (armeniska: Թաղասեր, T’aghaser, T’aghaserr, Թաղասեռ) är en ort i Azerbajdzjan.   Den ligger i distriktet Xocavənd Rayonu, i den södra delen av landet, 260 km väster om huvudstaden Baku. Tağaser ligger 843 meter över havet och antalet invånare är 491.
Terrängen runt Tağaser är huvudsakligen kuperad, men åt nordost är den bergig. Terrängen runt Tağaser sluttar österut. Närmaste större samhälle är Fizuli, 14,5 km nordost om Tağaser. 
Trakten runt Tağaser består i huvudsak av gräsmarker. Runt Tağaser är det ganska glesbefolkat, med 48 invånare per kvadratkilometer.